# Jan De Troyer
Jan De Troyer is een Belgisch journalist en redacteur.

## Levensloop
De Troyer studeerde aanvankelijk geneeskunde aan de Rijksuniversiteit Gent. De mei '68-gebeurtenissen inspireerden hem echter om communicatie te gaan studeren aan de Vrije Universiteit Brussel, alwaar hij afstudeerde in 1979.
Vervolgens ging hij aan de slag als journalist voor het persagentschap Belga. Eerst op de internationale, later op de financiële redactie. In 1996 werd hij aangesteld als directeur-hoofdredacteur van TV Brussel. Een functie die hij uitoefende tot in juli 2010.